# Juan Beroes
Juan Beroes (24 de septiembre de 1914 – 3 de agosto de 1975) es un poeta y diplomático venezolano.
Nació en San Cristóbal, Táchira, Venezuela. Hijo de Manuel Beroes y de Ramona Olivares. Siendo muy joven se trasladó a Caracas donde realizó sus primeros estudios. Cursó el bachillerato en el liceo San José y en el colegio La Salle de Caracas.
.Se graduó en Ciencias Políticas en la Universidad Central de Venezuela en 1940, aunque nunca ejerció la profesión. Escribió artículos para los periódicos El Nacional (Caracas) hasta 1945, El Tiempo (Bogotá) entre 1946 y 1947, y para la Revista Nacional de Cultura de Caracas. 
Literariamente perteneció a la generación de 1940, de la cual fue el iniciador con su obra poética. Su libro 12 sonetos (1943) introdujo un cambio en la poesía venezolana al reaccionar contra los excesos formales del vanguardismo literario al que opuso las formas métricas tradicionales, provistas de una nueva concepción artística de la creación poética, con un ethos y un pathos identificados con el sentir y el pensar intelectual de ese tiempo.
Desde finales de la década de 1940 ingresó al servicio diplomático desempeñando varios cargos: agregado cultural de las embajadas de Venezuela en Bogotá, Roma y Quito; secretario de la embajadas venezolanas en Quito y Roma; cónsul general de Venezuela en Bilbao. En nuestro país llegó a ser jefe de servicios de la Dirección General del Ministerio de Relaciones Exteriores y subdirector de protocolo del mismo despacho.
Representó a Venezuela en el Tercer Concurso Bianual Internacional de Poesía en Knokke-Zoute (Bélgica). En 1947, ganó el Premio Municipal de Poesía por su obra Prisión Terrena. En 1948, ganó el premio literario de la revista Contrapunto y en 1957 se le otorgó el Premio Nacional de Literatura de Venezuela por su obra Materia de Eternidad.